# Melanerpes hypopolius
Melanerpes hypopolius là một loài chim trong họ Picidae.
Đây là loài đặc hữu nội địa phía tây nam Mexico.